# Indianapolis 500 1960

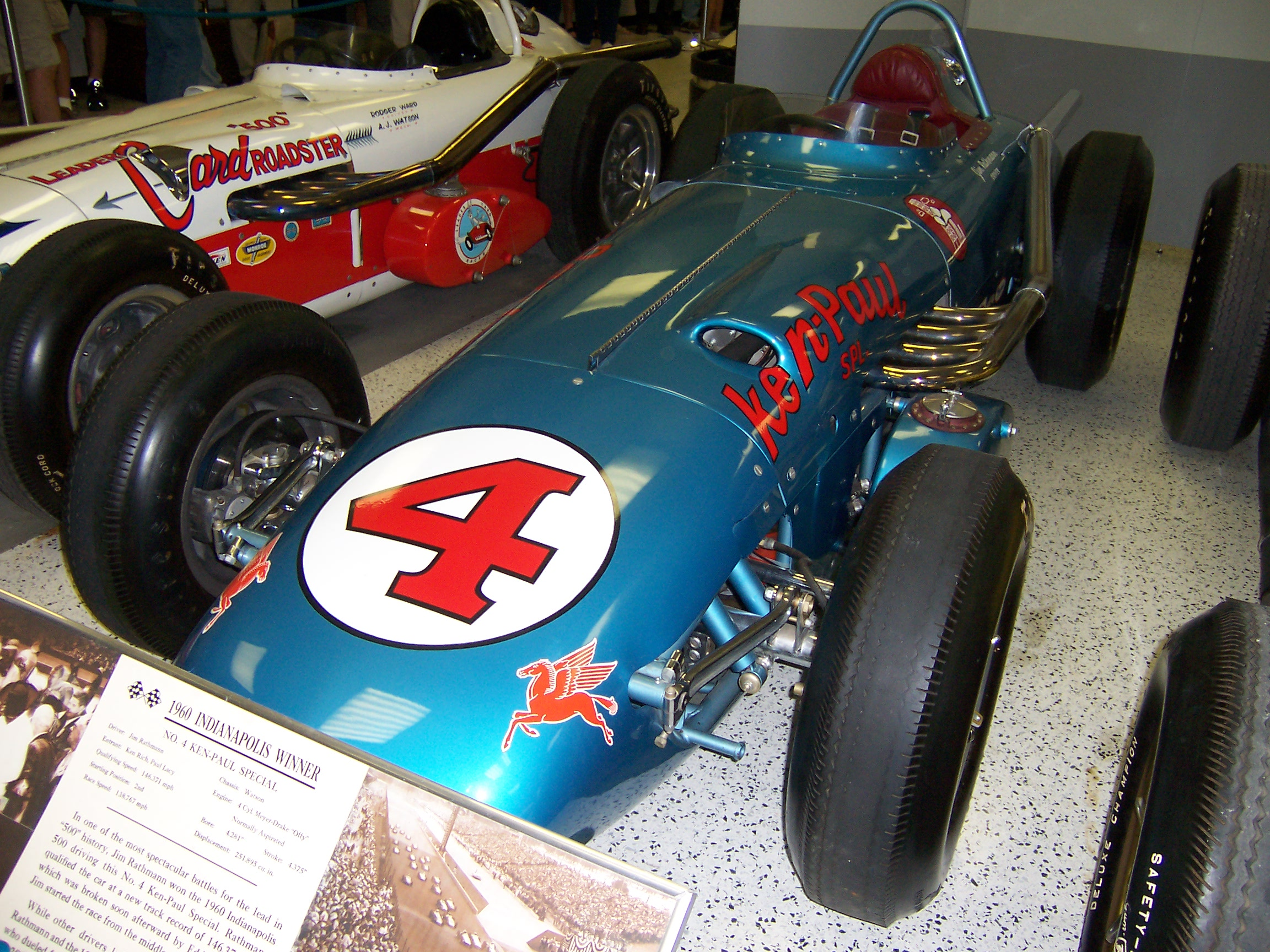
Samochód w którym Jim Rathmann zwyciężył w Indianapolis 500 1960

Indianapolis 500 1960 – 44. edycja wyścigu rozegranego na torze Indianapolis Motor Speedway odbyła się 30 maja 1960 roku w ramach Mistrzostw Świata Formuły1 oraz serii USAC National Championship. Udział w nim wzięło 33 kierowców, wszyscy pochodzili ze Stanów Zjednoczonych.
Była to jedenasta i ostatnia edycja wyścigu, który był zaliczany do punktacji Formuły 1.

## Wyniki

### Wyścig
Źródła: statsf1.com
| P                 | + / – | Nr | Kierowca          | Konstruktor              | Opony | Okr. | Czas / Strata | Komentarz      |
| ----------------- | ----- | -- | ----------------- | ------------------------ | ----- | ---- | ------------- | -------------- |
| 1                 | 1     | 4  | Jim Rathmann      | Watson-Offenhauser       | F     | 200  | 3:36:11,36    |                |
| 2                 | 1     | 1  | Rodger Ward       | Watson-Offenhauser       | F     | 200  | +0:12,75      |                |
| 3                 | 23    | 99 | Paul Goldsmith    | Epperly-Offenhauser      | F     | 200  | +3:07,30      |                |
| 4                 | 4     | 7  | Don Branson       | Phillips-Offenhauser     | F     | 200  | +3:07,98      |                |
| 5                 | 12    | 3  | Johnny Thomson    | Lesovsky-Offenhauser     | F     | 200  | +3:11,35      |                |
| 6                 | 1     | 22 | Eddie Johnson     | Trevis-Offenhauser       | F     | 200  | +4:10,61      |                |
| 7                 | 5     | 98 | Lloyd Ruby        | Watson-Offenhauser       | F     | 200  | +4:25,59      |                |
| 8                 | 17    | 44 | Bob Veith         | Meskowski-Offenhauser    | F     | 200  | +5:17,48      |                |
| 9                 | 19    | 18 | Bud Tingelstad    | Trevis-Offenhauser       | F     | 200  | +8:19,91      |                |
| 10                | 4     | 38 | Bob Christie      | Kurtis Kraft-Offenhauser | F     | 200  | +8:40,28      |                |
| 11                | 11    | 27 | Red Amick         | Epperly-Offenhauser      | F     | 200  | +11:10,58     |                |
| 12                | 15    | 17 | Duane Carter      | Kuzma-Offenhauser        | F     | 200  | +11:17,20     |                |
| 13                | 18    | 39 | Bill Homeier      | Kuzma-Offenhauser        | F     | 200  | +12:10,71     |                |
| 14                | 10    | 48 | Gene Hartley      | Kurtis Kraft-Offenhauser | F     | 196  | +4 okr.       |                |
| 15                | 6     | 65 | Chuck Stevenson   | Watson-Offenhauser       | F     | 196  | +4 okr.       |                |
| 16                | 5     | 14 | Bobby Grim        | Meskowski-Offenhauser    | F     | 194  | +6 okr.       |                |
| 17                | 2     | 26 | Shorty Templeman  | Kurtis Kraft-Offenhauser | F     | 191  | +9 okr.       |                |
| Niesklasyfikowani |       |    |                   |                          |       |      |               |                |
|                   |       | 56 | Jim Hurtubise     | Christensen-Offenhauser  | F     | 185  | +15 okr.      | korbowód       |
|                   |       | 10 | Jimmy Bryan       | Epperly-Offenhauser      | F     | 152  | +48 okr.      | pompa paliwowa |
|                   |       | 28 | Troy Ruttman      | Watson-Offenhauser       | F     | 134  | +66 okr.      | tylna oś       |
|                   |       | 6  | Eddie Sachs       | Ewing-Offenhauser        | F     | 132  | +68 okr.      | magneto        |
|                   |       | 73 | Don Freeland      | Kurtis Kraft-Offenhauser | F     | 129  | +71 okr.      | magneto        |
|                   |       | 2  | Tony Bettenhausen | Watson-Offenhauser       | F     | 125  | +75 okr.      | korbowód       |
|                   |       | 32 | Wayne Weiler      | Epperly-Offenhauser      | F     | 103  | +97 okr.      | wypadek        |
|                   |       | 5  | Anthony Foyt      | Kurtis Kraft-Offenhauser | F     | 90   | +110 okr.     | sprzęgło       |
|                   |       | 46 | Eddie Russo       | Kurtis Kraft-Offenhauser | F     | 90   | +110 okr.     | wypadek        |
|                   |       | 8  | Johnny Boyd       | Epperly-Offenhauser      | F     | 77   | +123 okr.     | silnik         |
|                   |       | 37 | Gene Force        | Kurtis Kraft-Offenhauser | F     | 74   | +126 okr.     | hamulce        |
|                   |       | 16 | Jim McWithey      | Epperly-Offenhauser      | F     | 60   | +140 okr.     | hamulce        |
|                   |       | 9  | Len Sutton        | Watson-Offenhauser       | F     | 47   | +153 okr.     | silnik         |
|                   |       | 97 | Dick Rathmann     | Watson-Offenhauser       | F     | 42   | +158 okr.     | hamulce        |
|                   |       | 76 | Al Herman         | Ewing-Offenhauser        | F     | 34   | +166 okr.     | sprzęgło       |
|                   |       | 23 | Dempsey Wilson    | Kurtis Kraft-Offenhauser | F     | 11   | +189 okr.     | magneto        |
| P                 | + / – | Nr | Kierowca          | Konstruktor              | Opony | Okr. | Czas / Strata | Komentarz      |

### Najszybsze okrążenie
Źródło: statsf1.com
| Nr | Kierowca     | Konstruktor        | Czas    | Okr. |
| -- | ------------ | ------------------ | ------- | ---- |
| 4  | Jim Rathmann | Watson-Offenhauser | 1:01,59 | 197  |

### Prowadzenie w wyścigu
Źródło: statsf1.com
| Nr                              | Kierowca       | Konstruktor          | Okrążenia                                                                                 | Suma |
| ------------------------------- | -------------- | -------------------- | ----------------------------------------------------------------------------------------- | ---- |
| 4                               | Jim Rathmann   | Watson-Offenhauser   | 25-37, 62-69, 73-74, 76-85, 96-122, 128-141, 147, 152-162, 170, 178-182, 190-193, 197-200 | 100  |
| 1                               | Rodger Ward    | Watson-Offenhauser   | 1, 4-18, 38-41, 123-127, 142-146, 148-151, 163-169, 171-177, 183-189, 194-196             | 58   |
| 6                               | Eddie Sachs    | Ewing-Offenhauser    | 2-3, 42-51, 57-61, 70-72, 75                                                              | 21   |
| 28                              | Troy Ruttman   | Watson-Offenhauser   | 19-24, 52-56                                                                              | 11   |
| 3                               | Johnny Thomson | Lesovsky-Offenhauser | 86-95                                                                                     | 10   |
| \| Wykres \| \| ------ \| \| \| |                |                      |                                                                                           |      |
| Wykres                          |                |                      |                                                                                           |      |
|                                 |                |                      |                                                                                           |      |

## Klasyfikacja po wyścigu
Pierwsza szóstka otrzymywała punkty według klucza 8-6-4-3-2-1. Liczone było tylko 6 najlepszych wyścigów danego kierowcy. W przypadku współdzielonej jazdy, punktów nie przyznawano. W nawiasach podano wszystkie zebrane punkty, nie uwzględniając zasady najlepszych wyścigów.
Uwzględniono tylko kierowców, którzy zdobyli jakiekolwiek punkty
| P  | +/− | Kierowca           | Starty | Punkty | P1 | P2 | P3 | PP | NO | NS |
| -- | --- | ------------------ | ------ | ------ | -- | -- | -- | -- | -- | -- |
| 1  | 0   | Bruce McLaren      | 2      | 14     | 1  | 1  | –  | –  | 1  | –  |
| 2  | 0   | Stirling Moss      | 2      | 8      | 1  | –  | 1  | 2  | 1  | –  |
| 3  | N   | Jim Rathmann       | 1      | 8      | 1  | –  | –  | –  | 1  | –  |
| 4  | −1  | Cliff Allison      | 1      | 6      | –  | 1  | –  | –  | –  | –  |
| 4  | N   | Rodger Ward        | 1      | 6      | –  | 1  | –  | –  | –  | –  |
| 6  | −2  | Phil Hill          | 2      | 4      | –  | –  | 1  | –  | –  | –  |
| 7  | N   | Paul Goldsmith     | 1      | 4      | –  | –  | 1  | –  | –  | –  |
| 8  | −3  | Carlos Menditeguy  | 1      | 3      | –  | –  | –  | –  | –  | –  |
| 8  | −3  | Tony Brooks        | 1      | 3      | –  | –  | –  | –  | –  | –  |
| 8  | N   | Don Branson        | 1      | 3      | –  | –  | –  | –  | –  | –  |
| 11 | −4  | Jo Bonnier         | 2      | 2      | –  | –  | –  | –  | –  | –  |
| 12 | −4  | Wolfgang von Trips | 2      | 2      | –  | –  | –  | –  | –  | –  |
| 13 | N   | Johnny Thomson     | 1      | 2      | –  | –  | –  | –  | –  | –  |
| 14 | −5  | Innes Ireland      | 2      | 1      | –  | –  | –  | –  | –  | –  |
| 15 | −5  | Richie Ginther     | 1      | 1      | –  | –  | –  | –  | –  | –  |
| 15 | N   | Eddie Johnson      | 1      | 1      | –  | –  | –  | –  | –  | –  |
| P  | +/− | Kierowca           | Starty | Punkty | P1 | P2 | P3 | PP | NO | NS |

### Konstruktorzy
Wyścig Indianapolis 500 nie wliczał się do klasyfikacji konstruktorów.